# Pseudosymblepharis schimperiana
Pseudosymblepharis schimperiana är en bladmossart som beskrevs av H. Crum 1952. Pseudosymblepharis schimperiana ingår i släktet Pseudosymblepharis och familjen Pottiaceae. Inga underarter finns listade i Catalogue of Life.